# Académie du vin de France
L'Académie du vin de France est fondée, en 1933, par le baron Pierre Le Roy de Boiseaumarié et Raymond Baudoin, le directeur-fondateur de La Revue du vin de France. Ses fondateurs lui donnèrent pour objet « la défense des vins de France et l'éducation à leur connaissance, la lutte contre les fraudes, les tromperies et même l'ignorance, pouvant nuire à la renommée de ces vins ». 
Son siège est implanté à la Société de Géographie (184, boulevard Saint-Germain 75006 PARIS). www.académie-du-vin-de-France.org   

## Organisation

### Historique
Ses présidents successifs ont été : 
- Baron Le Roy de Boiseaumarié, Président du Syndicat général des Vignerons des Côtes-du-Rhône (1933-1954)
- Marquis de Lur-Saluces, Château d'Yquem, Sauternes (1954-1966)
- Vincent Bourrel, Procureur général près la cour des Comptes (1966-1981)
- Marquis Jacques d'Angerville, Domaine d'Angerville à Volnay (1981-1987)
- Gaston Huet, Domaine Huet à Vouvray (1987-1993)
- André Parcé, Banyuls (1993-1998)
- Jean-Noël Boidron, Château Corbin-Michotte à Saint-Émilion ((1998-2004)
- Jean-Pierre Perrin, Château de Beaucastel à Châteauneuf-du-Pape (2004-2010)
- Jean-Robert Pitte, Professeur de géographie à La Sorbonne (2010-2016)
- Alain Graillot, Domaine Graillot, Crozes-Hermitage (2016-2022)
- Régine Sumeire, Château Barbeyrolles (2022)
- Pierre Trimbach, Domaine Trimbach à Ribeauvillé (2022- )

Ses vice-présidents depuis 2022 sont Olivier Bernard (Domaine de Chevalier, Pessac-Léognan) et Dominique Lafon (Domaine Comtes Lafon à Meursault). Son Secrétaire perpétuel est Jean-Laurent Vacheron (Domaine Vacheron à Sancerre). Son trésorier est Philippe Bourguignon (Sommelier). 
Cette académie compte 40 membres titulaires se réunit à l'occasion de paulées, de dîners, de déplacements et de voyages dans les vignobles et tient son assemblée générale annuelle fin novembre. Elle organise des colloques visant à promouvoir la consommation raisonnable des vins de qualité. Le premier a eu lieu en janvier 2012 et portait sur le thème de L'amour du vin. Le deuxième a porté sur Vin et santé en 2014. Le troisième a eu lieu en 2016 et a porté sur le thème Les accords mets-vins. Le quatrième s'est tenu en 2022 et a porté sur Viticulture et changement climatique (sous la conduite d'Erik Orsenna et Jean-Robert Pitte) (Supplément au Bulletin de Liaison des membres de la Société de Géographie, 2023).

### Membres d'honneur
- Erik Orsenna, de l'Académie française
- Jean-Robert Pitte, Ancien Secrétaire perpétuel de l'Académie des sciences morales et politiques, Président de l'Académie (2010-2016)
- Bernard Pivot de l'Académie Goncourt

## Actions
En 2018, après qu'Agnès Buzyn a comparé le vin à un alcool comme un autre, l'association et ses membres ont réagi en publiant dans la presse pour en dénoncer l'absurdité. De même en janvier 2023, lorsqu'une campagne officielle a été organisée pour fustiger l'acte de trinquer "à votre santé!"